# Levende Billeder (film)
Levende Billeder er en dansk stum komediefilm fra 1912 produceret af Nordisk Films Kompagni og instrueret af Eduard Schnedler-Sørensen.
Filmen havde dansk biografpremiere den 18. februar 1912 i Biograf-Theatret, og blev i tysktalende lande distribueret som Lebende Bilder, i engelsktalende lande som How Pitures Are Made.

## Handling
Et filmhold er på optagelse, hvor de skal optage en dramatisk scene med nogle røveres overfald på et automobil. En politibetjent (spillet af Frederik Buch) vågner op af sin lur, og sniger sig ind på "røverne", som han anholder. Filminstruktøren smiler og forklarer betjent Snild sagens sammenhæng. Senere går betjent Snild i biografen, hvor han ser sig selv som skuespiller.

## Medvirkende
- Frederik Buch, Betjent Snild
- Bertel Krause
- Doris Langkilde
- Edvard Jacobsen
- Mathilde Felumb Friis
- Lauritz Olsen